# Interministerieller Ausschuß für Ost-West-Filmfragen
Der Interministerielle Ausschuß für Ost-West-Filmfragen, ursprünglich Interministerieller Filmprüfungsausschuß, war ein interministerieller Ausschuss, der in der Bundesrepublik Deutschland von 1953 bis 1966/1967 für die Zensur von ausländischen Filmen zuständig war.

## Geschichte
Bereits am 23. Januar und am 14. Februar 1951 gab es zwei Besprechungen, betr. Einfuhr von Filmen aus der Ostzone und betr. sowjetische Importfilme, in welchen ein zentraler Ausschuss für den Import von Filmen aus sozialistischen Ländern empfohlen wurde. Dieser sollte nicht öffentlich bekannt gemacht werden.
Am 5. Januar 1953 trafen sich dann Vertreter des Auswärtigen Amtes, des Bundeswirtschaftsministeriums, des Presse- und Informationsamtes, des Bundesamtes für Verfassungsschutz sowie des Bundesinnenministeriums, das das Treffen initiiert hatte, um den „Import von Filmen aus sowjetisch dirigierten Ländern“ zu regeln. Einstimmig wurde die Gründung eines Ausschusses beschlossen, der nur Filme zulassen sollte, welche politisch unbedenklich waren. Dem Ausschuss saß das Wirtschaftsministerium vor.
Am 8. Dezember 1953 begann der Ausschuss mit seiner Arbeit. Er ließ sich im Kino Stern in Bonn den sowjetischen Film Maximka vorführen und verbot danach den Import. Im Mai 1954 wurden vier von 13 für die Mannheimer Kultur- und Dokumentarfilmwoche angemeldete Filme nicht zugelassen. Darüber hinaus genehmigte der Ausschuss die anderen Aufführungen nur unter der Bedingung, dass die DEFA-Abordnung nicht ausdrücklich begrüßt wurde.
1955 beantragte die DEFA eine Drehgenehmigung für Westdeutschland, um einen Dokumentarfilm über berühmte Orgeln produzieren zu können. Die DEFA schlug dazu eine deutsche Gemeinschaftsarbeit vor. Der Ausschuss lehnte dies ab, da ein Präzedenzfall geschaffen werden könnte und zur unerwünschten und nicht immer kontrollierbaren Betätigung von DEFA-Aufnahmestäben führen könnte. Auch weitere Versuche der DEFA, mit westdeutschen Filmproduzenten zu kooperieren, wurden vom Interministeriellen Ausschuß für Ost-West-Filmfragen unterbunden.
Anfang 1967 wurde die Prüfung von Filmen an das Bundesamt für gewerbliche Wirtschaft übertragen. Der Ausschuss für Ost-West-Filmfragen sollte nur noch in besonders umstrittenen Fragen tätig werden, was aber nicht geschah. Das Bundesamt bestritt 1967, dass es einen solchen Ausschuss überhaupt gab und bezeichnete die Treffen als Ressortbesprechungen. Wann der Ausschuss aufgelöst wurde, kann nicht mehr exakt bestimmt werden, auch das Bundeswirtschaftsministerium konnte dies 1988 nicht feststellen.

## Rechtsgrundlage
Die Legalität des Ausschusses war umstritten. Er bestand bis 1961 faktisch ohne Gesetzesgrundlage. Gerechtfertigt wurde er mit dem Militärregierungsgesetz Nr. 53 vom September 1949, das aber nur wirtschaftliche Aspekte berücksichtigte, sowie ab Ende der 1950er Jahre mit § 93 Strafgesetzbuch, der die Verbreitung von verfassungsfeindlichen Filmen unter Strafe stellte.
Im September 1961 wurde das Verbringungsgesetz verabschiedet, das die Einfuhr von Filmen aus bestimmten „sozialistischen“ Ländern genehmigungspflichtig machte. Dieses Gesetz wurde 1967 vor dem Bundesverfassungsgericht angegriffen. Das Gericht entschied fünf Jahre später, dass das Gesetz konform mit dem Grundgesetz sei. Dem Autor Stefan Buchloh zufolge hielt der Ausschuss sich aber nicht an die Grenzen, die das Gesetz festgelegt hatte. Keinem der betroffenen Filme könne eine aktiv kämpferische, aggressive Haltung gegen die freiheitliche demokratische Grundhaltung oder gegen den Gedanken der Völkerverständigung nachgewiesen werden.

## Verbotene Filme
Der Ausschuss prüfte zwischen 1953 und 1966 etwa 3180 Filme, ca. 130 wurden verboten. Dazu gehörten:

### DDR
- Thomas Müntzer – Ein Film deutscher Geschichte
- Der Untertan (1951)
- Ernst Thälmann – Sohn seiner Klasse
- Ernst Thälmann – Führer seiner Klasse
- Der Rat der Götter (1950)
- Du und mancher Kamerad
- Der lachende Mann – Bekenntnisse eines Mörders
- Das tapfere Schneiderlein (1956) wurde 1957 verboten, nach einer erneuten Prüfung wurde der Film 1958 doch zugelassen.
- Berlin – Ecke Schönhauser…
- Leipziger Messe 1954[6]
- Das deutsche Turn- und Sportfest[6]
- Vom Lebensweg des Jazz[6]
- Träume von Morgen[6]
- Vom Wendelstein zur Neuenburg[6]
- Lebendes Eisen[6]
- Wildhege und Wildpflege[6]
- Sommer im Spreewald[6]
- Vogelzugforschung auf Hiddensee[6]
- Semmelweis – Retter der Mütter[6]
- Der Teufelskreis[6]
- Polterabend[6]
- Grünes Gemüse[6]
- Zwischenfall in Benderath[6]
- Kein Hüsung[6]
- Die Unbesiegbaren[6]
- Ludwig van Beethoven von Max Jaap[6]
- Genesung (von Konrad Wolf)[6]
- Betrogen bis zum jüngsten Tag[6]
- Corinna Schmidt[8]
- Das Stacheltier: Fridericus Rex – Elfter Teil von Frank Beyer[8]
- Kämpfende Kunst[5]
- Ein Tagebuch für Anne Frank[5]
- Kommando 52

Der Untertan von Wolfgang Staudte durfte zunächst nur in studentischen Filmclubs vorgeführt werden. Daraufhin legte der West-Berliner Filmproduzent Erich Mehl eine gekürzte Version vor, die aber ebenso keine Zulassung für kommerzielle Kinos erhielt. Daraufhin wandt sich Mehl an die westdeutsche Presse. Der Berliner Telegraf veröffentlichte ein Plädoyer für den Untertan. Der Kurier lobte den Film als avantgardistisch. Der Radiosender RIAS kritisierte das Verbot als unerklärlich. Sieben Monate später, im November 1956, wurde eine stark gekürzte Fassung auch für das kommerzielle Kino erlaubt. Die Kürzung betrug 12 Minuten und der Film war mit einem die Grundaussage des Films umkehrenden Vorspruch versehen worden, dass die Karriere des Diederich Heßling nur ein Einzelschicksal wäre.
Berlin – Ecke Schönhauser wurde im Herbst 1958 abgelehnt, obwohl der Film die Realität in der DDR sehr kritisch darstellte. Drei Wochen später wurde auch eine gekürzte Version, in der die Szene in einem westdeutschen Notaufnahmelager entfernt worden war, abgelehnt. Auch eine dritte Vorführung am 13. März 1959 vor 24 Beamten ermöglichte keine Freigabe, wobei Vertreter des Justiz- und des Wirtschaftsministeriums keine rechtliche Grundlage für ein Verbot sahen. Der Verleiher zog den Antrag auf Import zurück. Fünf Jahre später führte der Sozialistische Deutsche Studentenbund den Film ohne Genehmigung auf. Der Film wurde daraufhin erneut dem Interministeriellen Ausschuß für Ost-West-Filmfragen vorgelegt und erhielt erneut keine Genehmigung.
Der lachende Mann – Bekenntnisse eines Mörders wurde am 9. September 1966 vom Freiburger Versicherungswerber Helmut Soeder vor Freunden und Bekannten aufgeführt, nachdem er ihn auf der Leipziger Messe geschenkt bekommen hatte. Vor einer geplanten erneuten Vorführung forderte ihn die Kriminalpolizei auf, den Film dem Ausschuss vorzulegen, was Soeder verweigerte. Es kam zu einer Hausdurchsuchung wegen des Verdachts der landesverräterischen Beziehungen sowie zur Androhung eines Zwangsgeldes von 1000 DM. Er klagte dagegen vor dem Frankfurter Verwaltungsgericht, das den Fall im Mai 1967 an das Bundesverfassungsgericht verwies. Am 25. April 1972 erklärte das Gericht mit acht von zehn Stimmen das Verbringungsgesetz für verfassungskonform.

### Tschechoslowakei
- Atom am Scheideweg[6]
- Das misslungen Püppchen[6]
- Das höhere Prinzip[3]
- König Lavra[6]
- Des Kaisers Bäcker[6]
- Haschecks Erzählungen[6]

### Sowjetunion
- Der stille Don
- Meister des usbekischen Tanzes[6]
- Die Fahrt nach Sucheni[6]
- Maximka[3]
- Jagd im Ozean[6]
- Insel der sieben Schiffe[6]
- Alexander Newski (1938) von Sergei Eisenstein wurde nur für halböffentlichen Vorführungen mit einer um ein Drittel gekürzten Variante genehmigt. Diese verkehrte Aussagen des Films ins Gegenteil.[5]

### Österreich
- Franz Schubert – Ein Leben in zwei Sätzen von Walter Kolm-Veltée wurde 1954 mit dem Hinweis, dass die Produktionsfirma Kredite der Sowjetischen Militärbank Wien erhalten habe, verboten.[6]

### Nordvietnam
- Zwei Soldaten wurde verboten, da er einen friedfertigen nordvietnamesischen Soldaten zeigte.[5]
- Der Zaunkönig verbot man, da er einen südvietnamesischen Soldaten negativ darstellte, was volksverhetzend sei.[5]
- Sie sind der Gewinner, da er die wirtschaftliche Situation in Nordvietnam nicht korrekt darstellte.[5]

## Verweise